# Красногвардійський (Артемовський міський округ)
Кра́сногварді́йський (рос. Красногвардейский) — селище у складі Артемовського міського округу Свердловської області.
Населення — 4369 осіб (2010, 4825 у 2002).
До 12 жовтня 2004 року селище мало статус селища міського типу.